# صدف پیرابند معمولی
صدف پیرابند معمولی (نام علمی: Littorina littorea) نام یک گونه از بلندشکم‌پایان است.